# Skateboardramp

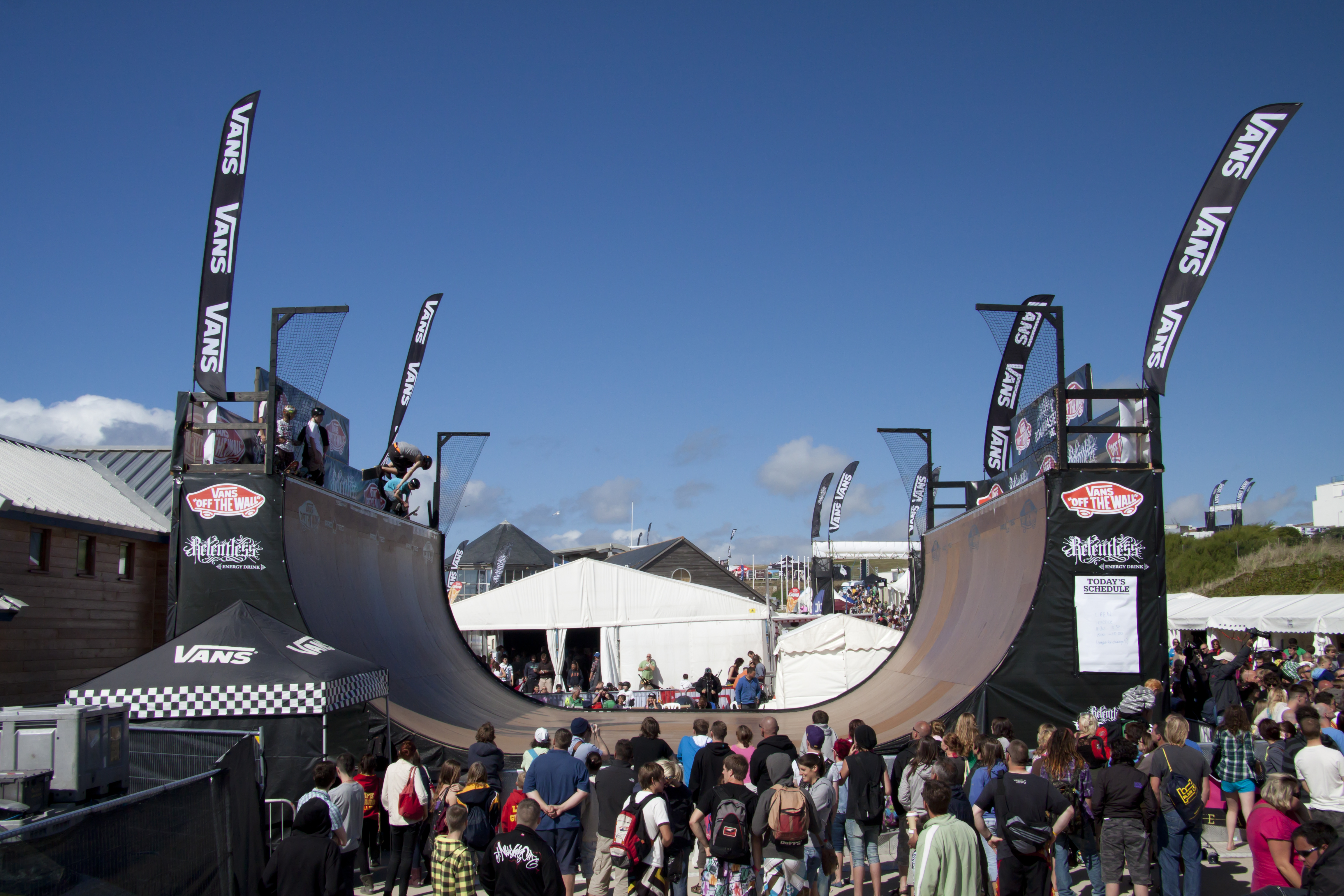
En ramp.

En skateboardramp, ibland också kallad halfpipe eller bara ramp, är från början ett försök att i trä bygga den mest rudimentära formen av en pool, eller en våg om man drar ut perspektivet tillbaka till surfarna, där man kunde använda sin skateboard. Idag används ramper i många extremsporter som BMX, inlines, skateboard och snowboard.

## Typer av skateboardramper
Man klassificerar vanligen ramper enligt följande.

### Bowl/pool
Precis som det låter så åker man i en swimmingpool-inspirerad ramp. Denna åkstil tillkom genom att skateboardåkare i Kalifornien på 70-talet började åka i övergivna, rundformade swimmingpooler. Dessa ramper är oftast byggda av betong eller masonitklätt trä. 

### Vertramp
En vertramp består av två parallella, böjda ramper med en platt yta mellan dessa. Ramperna avslutas upptill vertikalt, därav namnet. Åkaren åker från sida till sida och gör oftast trick på eller ovanför den översta kanten (kallad cooping) av rampen. En vertramp är oftast mellan 3 och 4 meter hög. Från 1980-talet och framåt har det platta bottenplanet sträckts ut och idag har ramper mycket sällan formen av ett halvt rör. 

### Megaramp
Megaramp är samlingsnamnet för stora och specialbyggda ramper där åkaren först får fart genom att åka utför en backe, därefter vänder rampen uppåt så att åkaren flyger iväg framåt i luften och därefter landar i ytterligare en backe. Åket avslutas vanligtvis genom ytterligare ett trick på en quarterpipe för att få ner farten och till slut stanna.

### Miniramp
En miniramp består precis som en vertramp av två parallella, böjda ramper med en platt yta mellan dessa. Ramperna är inte lika höga och avslutas inte i vertikal lutning som en vertramp. Åkaren åker från sida till sida och gör oftast trick på eller ovanför den översta kanten (kallad cooping) av rampen.

### Quarterpipe
En quarterpipe är en ramp med böj. Quarterpipen i en Mega Ramp brukar vara väldigt hög. Upp till ca 7 meter.